# Eos (яхта)
Яхта Eos — трёхмачтовая шхуна с бермудским парусным вооружением. Судно является одной из крупнейших частных парусных яхт в мире. Принадлежит медиа-магнату, миллиардеру Барри Диллеру, супругу модельера Дианы фон Фюрстенберг. Длина яхты составляет 92,92 м.

## Провенанс
Eos была построена в Бремене верфью Lürssen в 2006 году. Судно строилось три года. После спуска на воду яхта отобрала звание самой крупной у яхты Athena. Проектировал яхту Билл Ланган. Компания Rondal/Huisman поставила парусное вооружение; остальные работы выполнила Lürssen. Интерьер яхты был спроектирован дизайнером Франсуа Катру. Высота мачт (61 м) была рассчитана таким образом, чтобы яхта проходила под всеми мостами, до которых может дойти.

## Самая длинная яхта?
Не прекращаются споры о том, какая из частных парусных яхт является самой длинной. Из таблицы ниже видно, что Maltese Falcon имеет бо́льшую длину по палубе и ватерлинии, однако длинный бушприт Eos добавляет к её длине почти 10 метров. Яхтенные журналы и эксперты выдвигают свои аргументы в пользу того или иного способа расчёта длины парусного судна.
| Название       | Общая длина | Длина по палубе | Длина по ватерлинии | Ширина по палубе |
| -------------- | ----------- | --------------- | ------------------- | ---------------- |
| Eos            | 93 м        | 83 м            | 71 м                | 13,5 м           |
| Maltese Falcon | 88 м        | 87 м            | 78 м                | 13 м             |